# Parafia Matki Bożej Nieustającej Pomocy w Krzeszowie
Parafia Matki Bożej Nieustającej Pomocy w Krzeszowie – parafia rzymskokatolicka w Krzeszowie należąca do dekanatu Sucha Beskidzka archidiecezji Krakowskiej. Erygowana w 1355, mieści się pod numerem 212.